# Rosskopf (Kitzbühelalperna)
Roßkopf är en bergstopp i Österrike.   Den ligger i bergsområdet Kitzbühelalperna i distriktet Kufstein och förbundslandet Tyrolen, i den centrala delen av landet, 300 km väster om huvudstaden Wien. Toppen på Roßkopf är 1 731 meter över havet, eller 261 meter över den omgivande terrängen. Bredden vid basen är 2,5 km.
Terrängen runt Roßkopf är kuperad åt nordost, men åt sydväst är den bergig. Närmaste större samhälle är Wörgl, 7,1 km norr om Roßkopf. 
I omgivningarna runt Roßkopf växer i huvudsak blandskog. Runt Roßkopf är det ganska tätbefolkat, med 52 invånare per kvadratkilometer.